# Skortsinos
Skortsinos  este un oraș în Grecia în prefectura Arcadia.